# Юцевич, Леон
Леон Юцевич (пол. Leon Jucewicz) (18 ноября 1902, Швекня, Российская империя (сейчас Латвия) — 13 января 1984, Порту-Алегри, Бразилия) — польский конькобежец, легкоатлет, участник Олимпийских игр 1924 года в Шамони.
Был вице-чемпионом Польши в беге на 1500 м (1922 год). Специализировался на средних и длинных дистанциях.
В 1921 году стал вице-чемпионом Польши в беге на коньках на 1500 м. В 1922 и 1924 годах становился вице-чемпионом Польши в конькобежном многоборье. Представлял Польшу на Олимпийских играх в Шамони, где занял 8 место в конькобежном многоборье, а также выступил в беге на 500, 1500, 5000 и 10 000 метров, заняв 17, 15, 16 и 14 места, соответственно.
С 1924 года жил в Бразилии, где участвовал в работе польской Полонии.
Умер от ран, полученных в результате мотоциклетной аварии.